# Брумовски, Годвин
Годвин Брумовски (пол. Godwin Brumowski; 26 июля 1889, Вадовице — 3 июня 1936, Схипхол) — наиболее результативный лётчик-ас Австро-Венгрии. В годы Первой мировой войны одержал 35 подтверждённых и 8 неподтверждённых воздушных побед.

## Биография
Годвин Брумовски родился 26 июля 1889 года в городе Вадовице, входившем в то время в состав Австро-Венгрии. Родившись в семье военного, Брумовски также избрал для себя военную карьеру и поступил в Военно-техническую академию в Мёдлинге, которую закончил 18 августа 1910 года. По окончании обучения Брумовски было присвоено звание лейтенанта, в котором он был направлен в 29-й артиллерийский полк.
К началу Первой мировой войны Брумовски получил звание старшего лейтенанта. В первый год войны он служил на Восточном фронте в 6-й артиллерийской дивизии, однако в июле 1915 года он был направлен в базировавшуюся в Черновцах 1-ю эскадрилью на роль офицера-наблюдателя разведывательного самолёта. В этой роли Брумовски, летавший на самолёте Albatros B.I, вскоре зарекомендовал себя одним из лучших наблюдателей, служивших на Восточном фронте. 12 апреля 1916 года самолёт Брумовски при бомбардировке позиций русских войск, вместе с шестью другими австро-венгерскими самолётами, вступил в бой с семью русскими истребителями, в ходе которого Брумовски одержал две своих первых воздушных победы. Свою третью победу Брумовски одержал 2 мая того же года.
После этого, Брумовски окончил лётные курсы и 3 июля 1916 года вернулся в 1-ю эскадрилью уже в роли пилота. В ноябре того же года он был откомандирован в 12-ю эскадрилью, базировавшуюся на Итальянском фронте. Уже 3 декабря Брумовски, к тому времени пересевший на самолёт Hansa-Brandenburg D.I, одержал свою четвёртую победу, совместно с двумя другими самолётами сбив итальянский бомбардировщик. 2 января 1917 года, Брумовски одержал свою пятую победу, официально став таким образом лётчиком-асом.
В феврале 1917 года была сформирована 41-я эскадрилья, ставшая первой австро-венгерской чисто истребительной эскадрильей и Брумовски был назначен её командиром. Перед вступлением в должность, Брумовски был с 19 по 27 марта прикомандирован к германской 24-й истребительной эскадрилье, базировавшейся на Западном фронте, чтобы приобрести реальный боевой опыт в составе истребительной авиации. В апреле он вступил в командование 41-й эскадрильей и оставался в этой должности почти до самого конца войны. С мая по июнь 1917 года, Брумовски одержал ещё четыре подтверждённых и две неподтверждённых победы, а с 10 по 18 августа — сразу 12 подтверждённых и шесть неподтверждённых, доведя таким образом свой счёт до 21 подтверждённой и восьми неподтверждённых побед. Всё это время основным самолётом Брумовски оставался Hansa-Brandenburg D.I, хотя он совершал вылеты и на других самолётах, в том числе Österreichische Aviatik D.I — первом истребителе австро-венгерской разработки. С конца августа, Брумовски начал совершать вылеты в основном на самолёте Albatros D.III.
1 февраля 1918 года Albatros D.III Брумовски получил серьёзные повреждения в бою с семью или восемью итальянскими истребителями, но сумел дотянуть до своего аэродрома. А уже 4 февраля, вновь на D.III, Брумовски пришлось вступить в бой с восемью британскими истребителями, в ходе которого его самолёт получил тяжёлые повреждения. Тем не менее, он вновь сумел, хотя и с трудом, достичь своего аэродрома. В ходе аварийной посадки, самолёт перевернулся, но Брумовски сумел избежать серьёзных ранений.
К началу июня 1918 года он довёл свой счёт уже до 31 подтверждённой победы, а последние четыре были одержаны им в ходе последнего же австро-венгерского наступления Первой мировой войны — битвы на Пьяве. Последнюю свою воздушную победу в войне он одержал 20 июня, а 25 июня Брумовски был отозван с фронта.

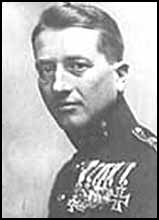
Брумовски в 1930-е годы

После войны, в 1920 году Брумовски переехал в Трансильванию, но в 1930 году вернулся в Вену, где основал собственную лётную школу, которой продолжал руководить вплоть до своей гибели 3 июня 1936 года в авиакатастрофе во время учебного полёта в районе аэропорта Схипхол в Нидерландах.

## Награды
- Боевой Орден Железной короны III степени с военными декорациями
- Боевой рыцарский Орден Леопольда с мечами
- Железный крест II степени
- Серебряный Орден за военные заслуги
- Золотая Медаль за отвагу